# Acraea kalinzu
Acraea kalinzu är en fjärilsart som beskrevs av Carpenter 1936. Acraea kalinzu ingår i släktet Acraea och familjen praktfjärilar. Inga underarter finns listade i Catalogue of Life.